# Luckin Coffee

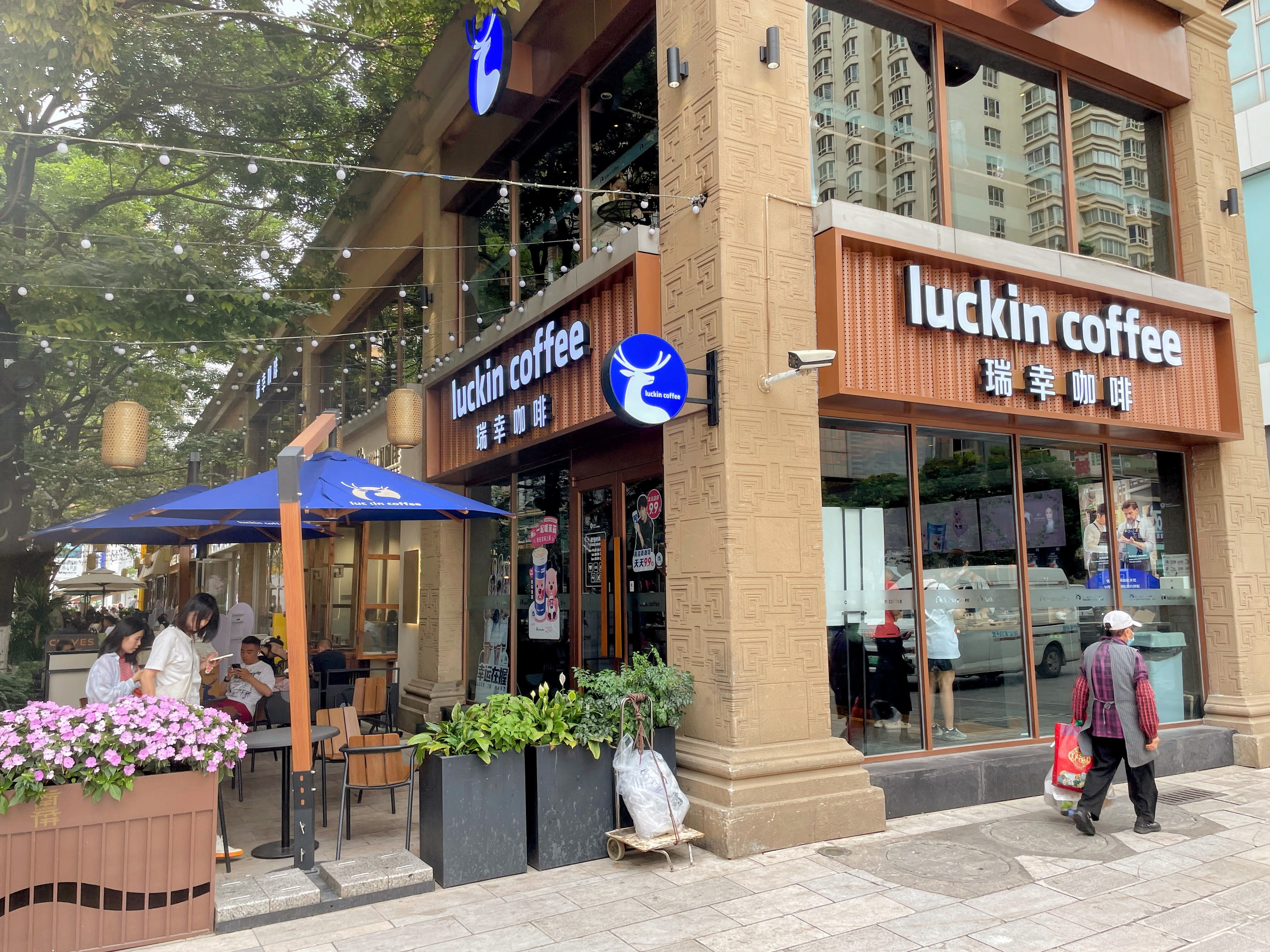
Luckin Coffee-filiaal in Kunming in 2024

Luckin Coffee (Chinees: 瑞幸咖啡) is een Chinese keten van koffiezaken. Luckin Coffee werd in 2017 gesticht en haalde in 2019 Starbucks in als de grootste koffieketen in de Volksrepubliek China. In telde in 2024 meer dan 20.000 filialen, waarmee het een van 's werelds grootste fastfoodketens werd.
Het bedrijf pleegde in 2019 fraude door haar verkoopcijfers op te blazen. Luckin Coffee vroeg faillissement aan in de Verenigde Staten en de bedrijfstop werd ontslagen. Volgens The Wall Street Journal had Luckin Coffee het schandaal in 2022 achter zich gelaten.
Hoofdaandeelhouder is het Chinese investeringsbedrijf Centurium Capital.